# 阿瑜陀耶王国
阿瑜陀耶王国（皇家轉寫：Anachak Ayutthaya，泰語發音：[āːnāːt͡ɕàk ʔā.jút.tʰā.jāː]）， 又译阿育他亚王国、大城王国，是1351年至1767年4月7日存在的一个泰人王国，位於今泰国南方（中心位於今大城府）。首都为阿瑜陀耶（大城）。阿瑜陀耶王国取代了素可泰王国，打败了高棉帝国，征服大片土地，于1767年亡于缅甸貢榜王朝的大规模入侵。

## 歷史
阿瑜陀耶王國由拉瑪鐵菩提王（Ramathibodi）於1351年所創立。拉瑪鐵菩提王本名烏通（U Thong）。阿瑜陀耶王國結合了傣族的軍力，孟族與高棉族的行政，以及華人的商業。阿瑜陀耶王國建立時，北方已有傣族所建立的素可泰。阿瑜陀耶王國依靠素可泰所墊下之基礎，但是後來居上，15世紀時阿瑜陀耶王國併吞了素可泰，與位於泰國更北方的蘭納王國相鄰。15世紀中葉，查洛王（Trailok）建立更完整的行政與法律制度。阿瑜陀耶王國以制度、稻米耕作以及對中國的貿易維持強盛。阿瑜陀耶王國與中國關係良好。从阿瑜陀耶开国以来，经常与缅甸发生冲突，1548年-1549年，第一次大战，缅甸王德彬瑞梯与阿瑜陀耶王國开战，结果失败。第二次大战在1563年，缅甸勃印曩与阿瑜陀耶王国摩诃·查克腊帕，此次大战叫“白象战争”，战争结果摩诃·查克腊帕国王认输，阿瑜陀耶王国损失惨重，也送贡品给勃印曩一对白象。第三次在1568年，阿瑜陀耶王国马欣国王与彭世洛王（摩诃·昙摩罗阇）发生内讧，勃印曩抓这个机会与阿瑜陀耶王国开展战争，结果被併吞，但在1581年纳黎萱国王宣布阿瑜陀耶王国獨立。在17至18世紀時是東南亞強國，與歐洲國家通商。1767年阿瑜陀耶王國被緬甸貢榜王朝所滅。之後暹羅為吞武里王朝與卻克里王朝恢復。

## 外部關係
与古代泰国的各时代的王朝一样，阿瑜陀耶王国充分利用处在中国和印度、欧洲方面的连接点上的位置优势，以贸易富国。阿瑜陀耶王国亦是以皇家为中心进行独占贸易。主要是通过向中国出口稻米来增强国力。此外，也透过与明帝國、日本、琉球等东亚国家、东南亚诸岛、阿拉伯、波斯及西洋国家等进行贸易积攒了大量的财富。在此背景下，阿瑜陀耶王国一边吸收了当时正是繁盛期的高棉文化，一边受到了中国、欧洲、波斯等诸文化的影响，发展出了独自的辉煌的文化。
自建国初期起，阿瑜陀耶王国就与中国商人保持了良好的关系。一般，外国人被禁止居住在阿瑜陀耶王国的城市，但是只有中国商人是例外，不受此限制。明太祖曾賜「暹羅國王之印」。

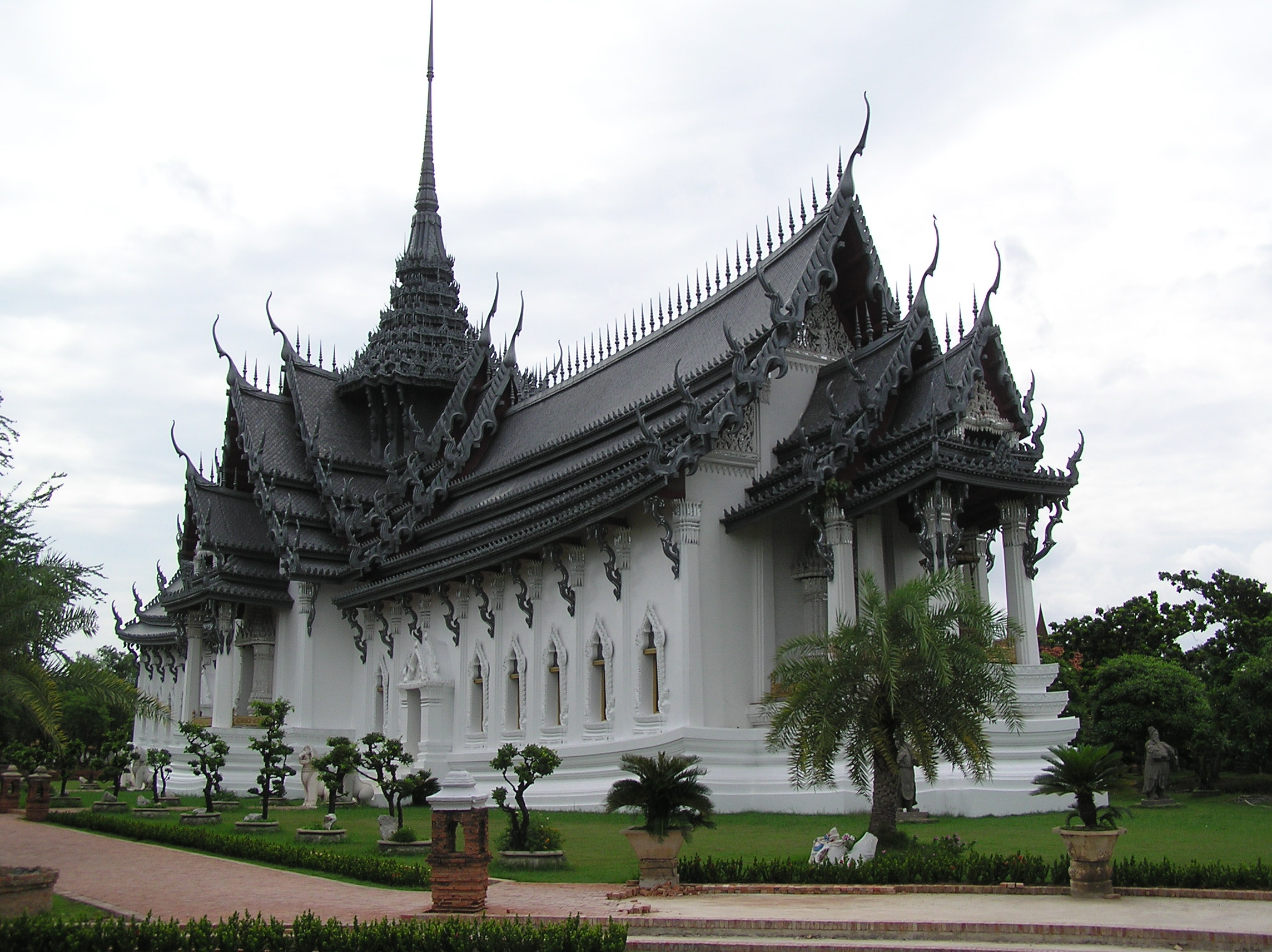
阿瑜陀耶王国王宮，太陽宮（暹罗古城主题公园仿建）
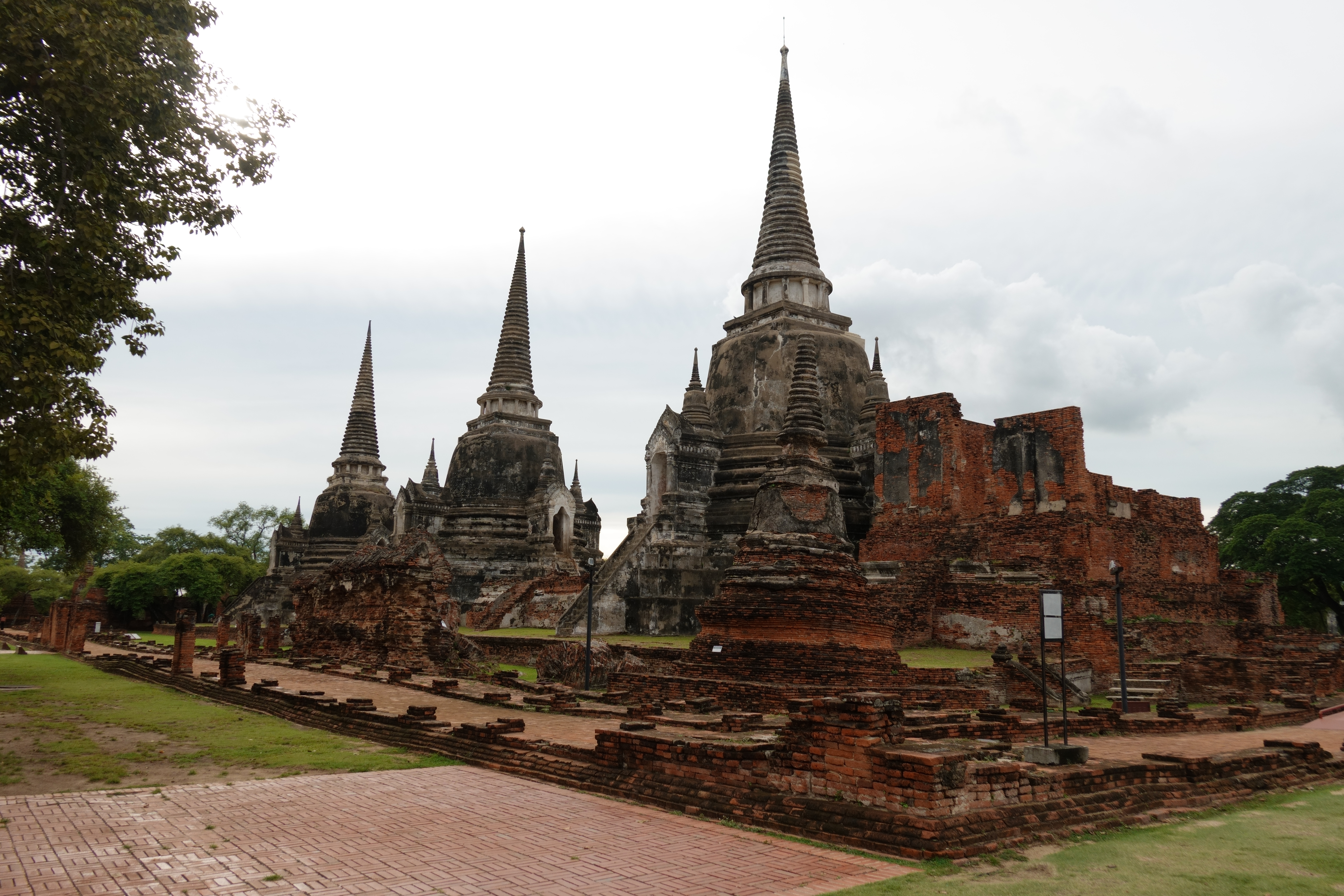
大城府古塔
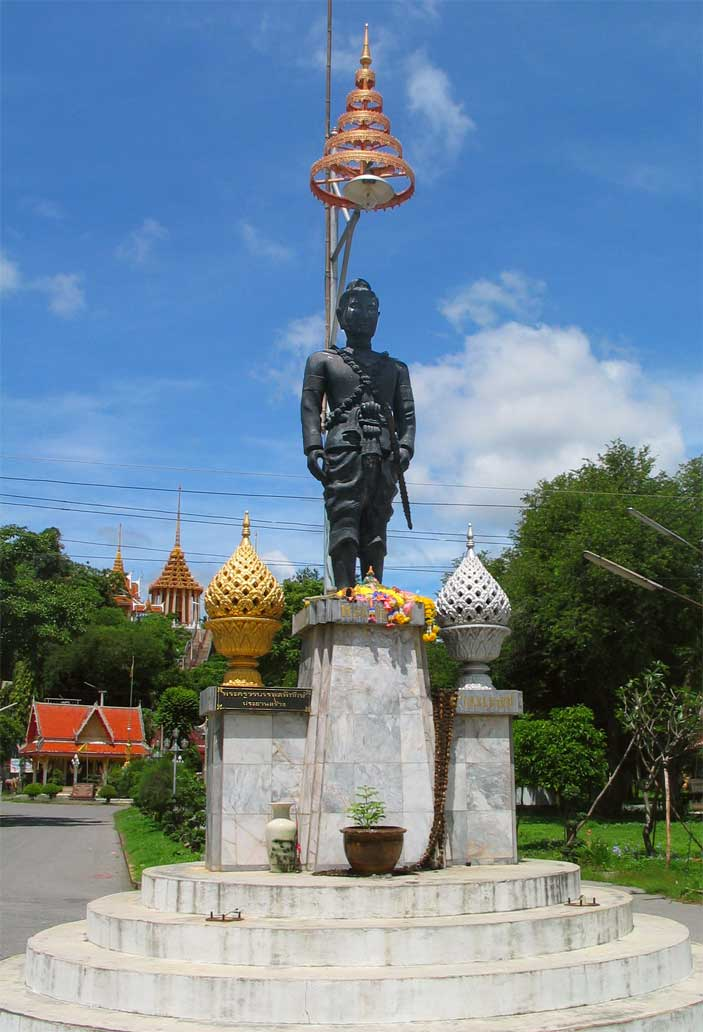
阿瑜陀耶王國開國者烏通的雕像。位於素攀武里府烏通縣。

## 历代国王
- 拉瑪鐵菩提（1349－1369）
- 拉梅萱（1369－1370）
- 波隆摩罗阇一世（1370－1388）
- 东兰（1388）
- 拉梅萱（1388－1395）（复位）
- 罗摩罗阇（1395－1408）
- 膺陀罗阇（1408－1424）
- 波隆摩罗阇二世（1424－1448）
- 波隆摩·戴莱洛迦纳（1448－1488）
- 波隆摩罗阇三世（1488－1491）
- 叻德沙达（1491－1529）
- 帕拉猜（1529－1534）
- 胶法（1534－1546）
- 坤哇拉旺沙（1546－1548）
- 摩诃·查克腊帕（1548－1549）
- 马欣（1549－1569）
- 摩诃·昙摩罗阇（1569－1590）
- 纳黎萱（1590－1605）
- 厄迦陀沙律（1605－1610）
- 膺陀罗阇二世·颂昙（1610－1628）
- 策陀（1628－1630）
- 阿滴耶旺（1630）
- 巴沙通（1630－1656）
- 昭发猜（1656）
- 室利·素昙玛罗阇（1656－1657）
- 那莱（1657－1688）
- 帕碧罗阇（1688－1703）
- 帕昭·素（1703－1709）
- 泰沙（1709－1733）

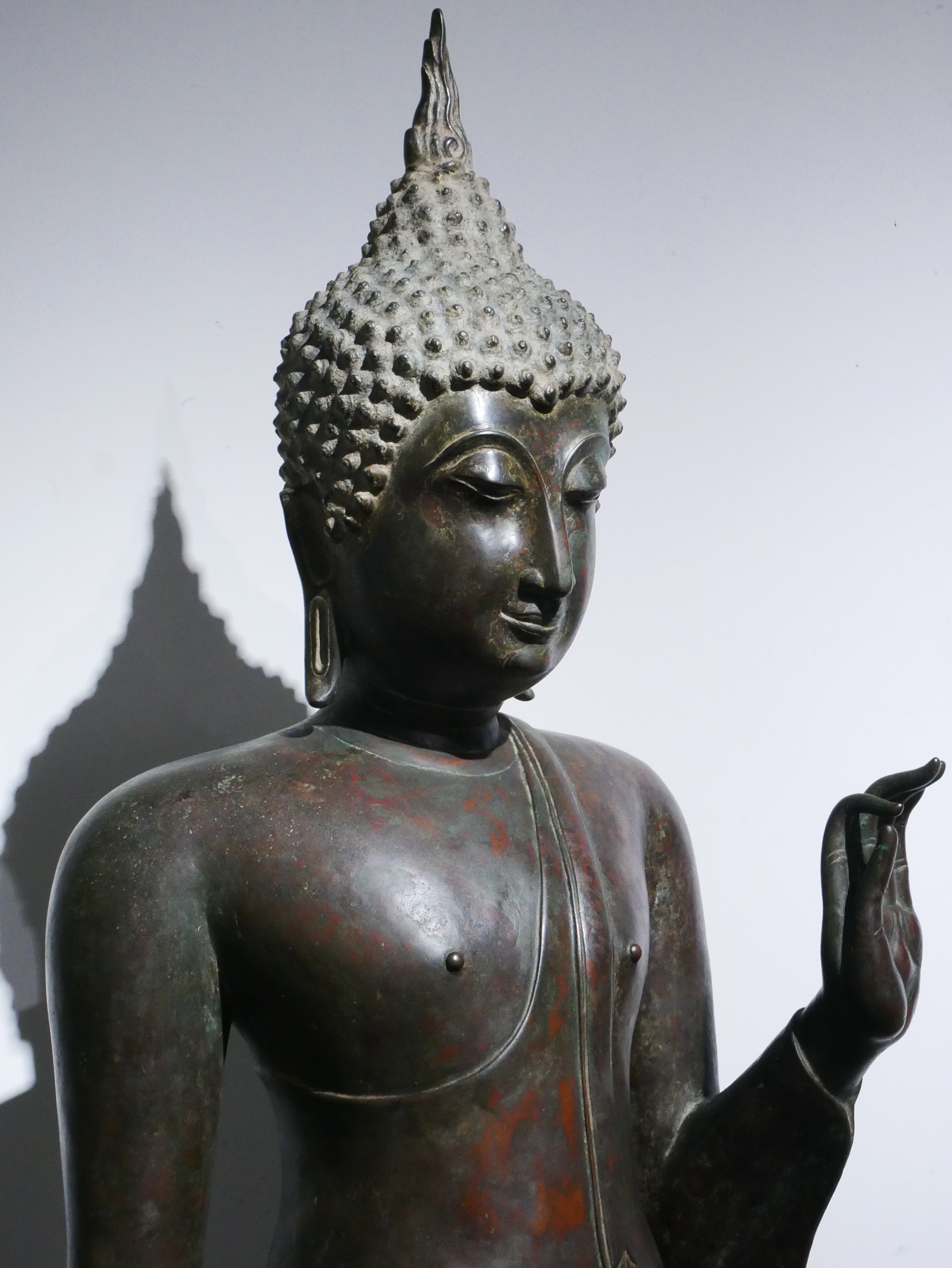
銅製行走的佛陀像（15世紀）

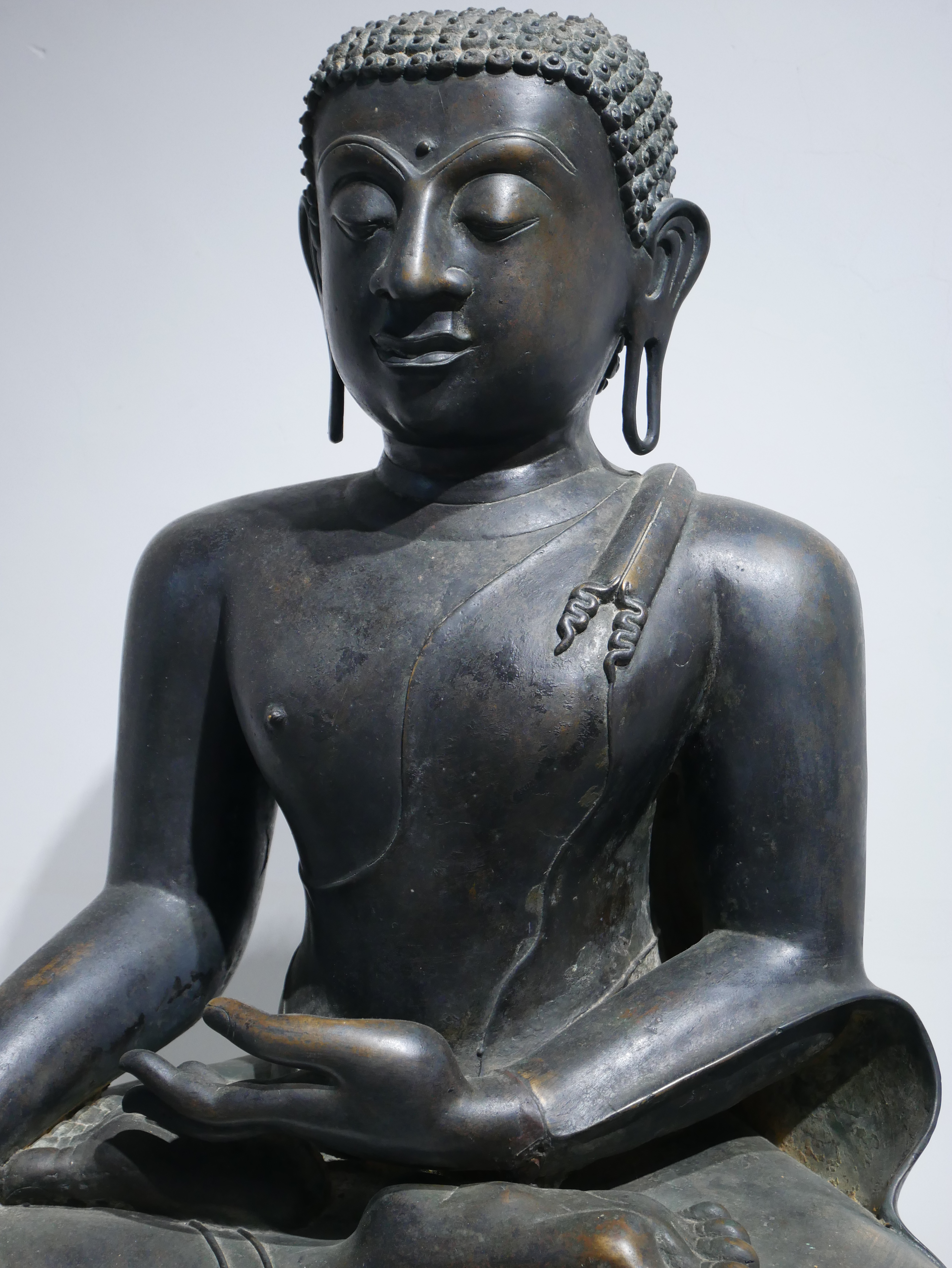
銅製佛陀降魔像（17～18世紀）

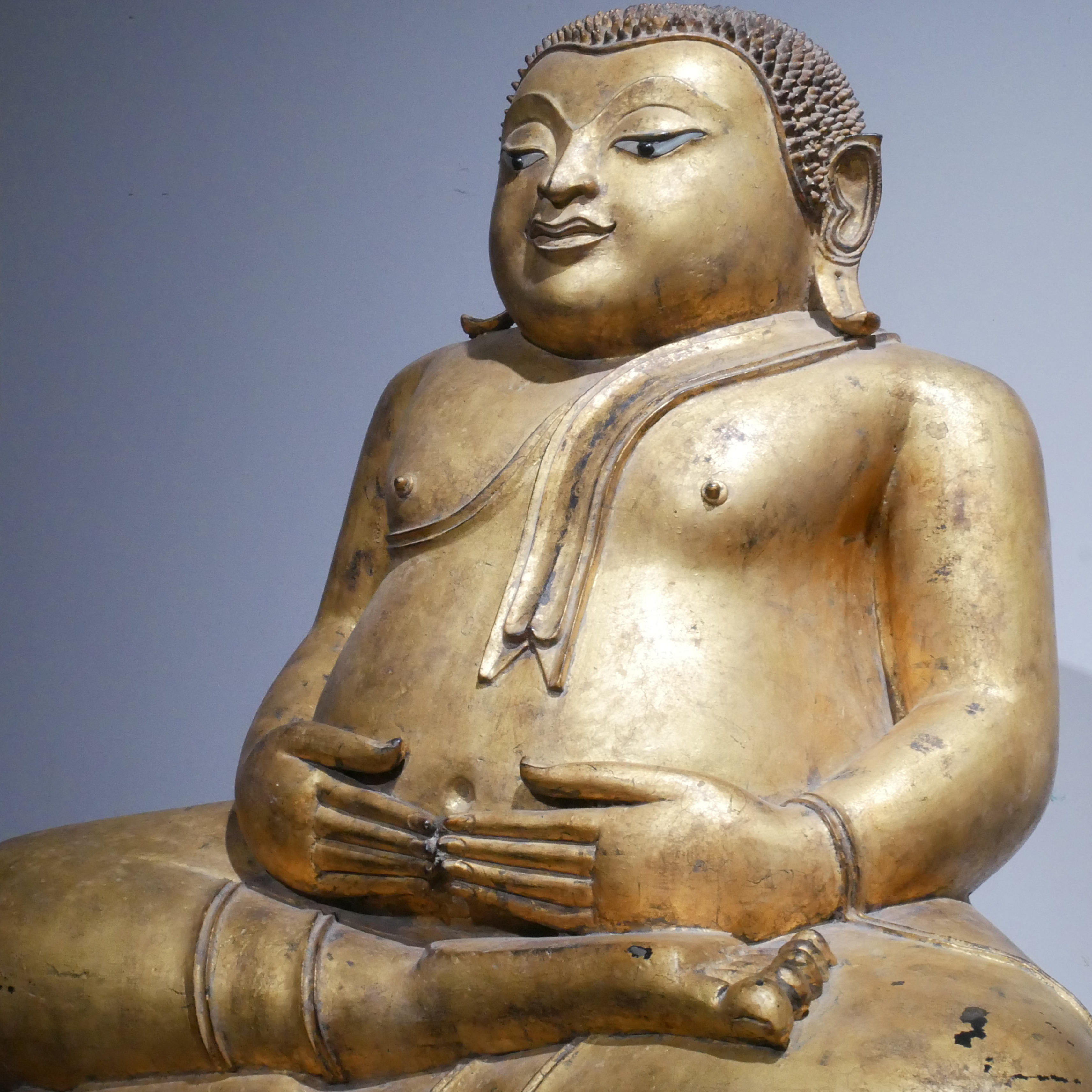
銅漆金迦旃延像（18世紀）

- 摩诃·昙摩罗阇二世·波隆阁（1733－1758）
- 武通贲（1758）
- 波隆摩罗阇五世（1758－1767）